# Hylocarpa
Hylocarpa é um género botânico pertencente à família Humiriaceae.

## Espécie
Hylocarpa heterocarpa ( Ducke ) Cuatrec.